# Geophis maculiferus
Geophis maculiferus är en ormart som beskrevs av Taylor 1941. Geophis maculiferus ingår i släktet Geophis och familjen snokar. Inga underarter finns listade i Catalogue of Life.
Arten förekommer endemisk i delstaten Michoacán i västra Mexiko. Den lever i bergstrakter och på högplatå ungefär vid 1630 meter över havet. Exemplar hittades i tropiska lövfällande skogar, främst med ekar och med några tallar. Geophis maculiferus gräver i lövskiktet och i det översta jordlagret. Honor lägger antagligen ägg.
Det enda fyndet fram till 2007 var en individ som hittades 1941. IUCN kategoriserar arten globalt som otillräckligt studerad.